# فهرست فیلم‌های ارمنی
در زیر فهرست فیلم‌های تولیدشده در جمهوری ارمنستان آورده شده‌است:
| سال تولید | نام فیلم                 |
| --------- | ------------------------ |
| ۱۹۲۵      | ناموس                    |
| ۱۹۲۶      | زاره                     |
| ۱۹۲۶      | شور و شورشور             |
| ۱۹۲۷      | خزپوش                    |
| ۱۹۲۷      | روح شیطان                |
| ۱۹۳۱      | کیکوس                    |
| ۱۹۳۲      | دو شب                    |
| ۱۹۳۳      | هاروت                    |
| ۱۹۳۴      | گیکور                    |
| ۱۹۳۵      | پپو                      |
| ۱۹۳۷      | کارو                     |
| ۱۹۳۸      | زانگزور                  |
| ۱۹۳۹      | سیل کوهستانی             |
| ۱۹۴۰      | نازار شجاع               |
| ۱۹۴۳      | داویت بک                 |
| ۱۹۴۷      | آناهیت                   |
| ۱۹۴۹      | دختر دشت آرارات          |
| ۱۹۵۷      | قلب مادر                 |
| ۱۹۵۹      | ۰۱-۹۹                    |
| ۱۹۶۰      | سایات‌نووا                |
| ۱۹۶۱      | تژوژیک                   |
| ۱۹۶۳      | آتش                      |
| ۱۹۶۳      | جاده‌ای به‌سوی سیرک        |
| ۱۹۶۴      | سایه‌های نیاکان فراموش‌شده |
| ۱۹۶۵      | سلام، این منم!           |
| ۱۹۶۹      | ما کوه‌های خود هستیم      |
| ۱۹۶۹      | رنگ انار                 |
| ۱۹۷۰      | لنین و علی               |
| ۱۹۷۰      | چشمه هغنار               |
| ۱۹۷۱      | نان                      |
| ۱۹۷۳      | آرشاک                    |
| ۱۹۷۳      | پرتگاه                   |
| ۱۹۷۶      | اوت                      |
| ۱۹۷۷      | ناهاپت                   |
| ۱۹۷۸      | آرئویک                   |
| ۱۹۷۹      | دزوری میرو               |
| ۱۹۸۲      | گیکور                    |
| ۱۹۸۲      | یک قطره عسل              |
| ۱۹۸۳      | آنوش                     |
| ۱۹۸۴      | خاک و طلا                |
| ۱۹۸۴      | افسانه قلعه سورام        |
| ۱۹۸۵      | باغ سیب                  |
| ۱۹۸۵      | آخرین یکشنبه             |
| ۱۹۸۸      | آرشاک دوم                |
| ۱۹۸۸      | عاشق غریب                |
| ۱۹۹۰      | خون                      |
| ۱۹۹۲      | رفیق پانجونی             |
|           |                          |
|           |                          |